# Південні акацієво-комміфорові чагарники та хащі
Південні акацієво-комміфорові чагарники та хащі (ідентифікатор WWF: AT0716) — афротропічний екорегіон тропічних та субтропічних луків, саван і чагарників, розташований у Східній Африці.

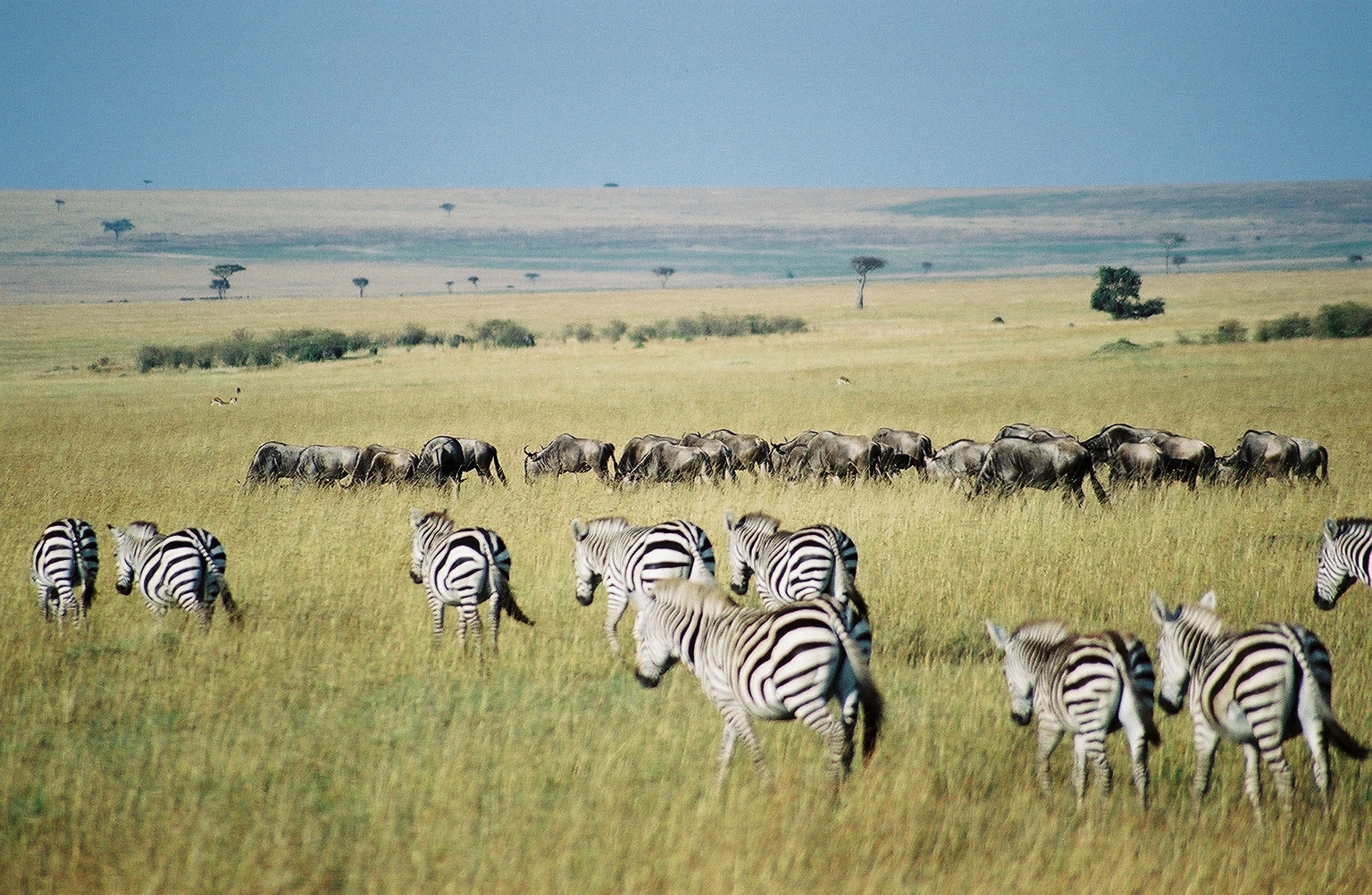
Стада зебр та гну в заповіднику Масаї-Мара

## Географія
Екорегіон південних акацієво-комміфорових чагарників та хащів простягається від центральної і північної Танзанії до південно-західної Кенії. Він складається з двох областей: північно-західної та південно-східної. Південна область розташована на території Танзанії, на захід від гір Східної дуги, у їхній сухій дощовій тіні. Вона простягається з північного заходу на південний схід, від південного схилу гори Кіліманджаро до рівнини Усангу на краю Південного нагір'я. В межах цієї області розташовані Національні парки Тарангіре та Руаха. Північна область лежить на південь і схід від озера Вікторія, на території північно-західної Кенії та північної Танзанії. Вона включає західну частину Національного парку Серенгеті.
Рельєф регіону представлений височинами та плоскогір'ями Східноафриканського нагір'я, висота яких коливається від 800 м над рівнем моря (в районі затоки Спік озера Вікторія) до 1850 м над рівнем моря (у Кратерному нагір'ї на півночі Танзанії), збільшуючись з півдня на північ. Більша частина екорегіону лежить на висоті від 900 до 1200 м над рівнем моря. З геологічної точки зору основу екорегіону складають докембрійські породи фундаменту (віком до 2,5 млрд років), які деформувалися та піддавались ерозії протягом сотень мільйонів років. Пагорби регіону сформовані більш молодими осадовими породами, а деякі з гір регіону є діючими вулканами. Подекуди на поверхню у вигляді інзельбергів виходять докембрійські гранітні гнейси та кварцити. Ґрунти регіону представлені переважно ультісолями та альфісолями, а поблизу озера Вікторія трапляються вертісолі.
Густота населення в екорегіоні становить в середньому 10-50 осіб на км². Найбільша густота населення спостерігається навколо озера Вікторія та в передгір'ях гір, таких як Паре або Усамбара в Танзанії. Широка присутність мухи цеце (Glossina), яка переносить сонну хворобу або трипаносомоз, що вражає як людей, так і худобу, тривалий час обмежувала розвиток регіону. Її часткове викорінення зробило можливим розселення людей на більшій частині регіону. Наразі значна частина території екорегіону поза межами системи природоохоронних територій перетворена на пасовища, ферми та інші сільськогосподарські угіддя.
На півдні екорегіон переходить у східні міомбові рідколісся, а на південному заході — у міомбові рідколісся Центральної Замбезії, які також розділяють північну та південну частини регіону. На північ від регіону, за горами, в яких поширені східноафриканські гірські ліси, простягається екорегіон північних акацієво-комміфрорових чагарників та хащів. Також екорегіон південних акацієво-комміфорових чагарників та хащів оточує анклави лісів Східної дуги (в горах на півдні), вулканічних луків Серенгеті (між двома частинами регіону) та східноафриканських галофітів (в западині озера Сулунга).

## Клімат
В межах екорегіону переважає саванний або напівпустельний клімат. Щорічно тривають два сезони дощів: тривалий з березня по травень та короткий з листопада по грудень. Середньорічна кількість опадів на більшій частині регіону коливається від 600 до 800 мм, однак на сухих південно-східних рівнинах вона може становити 500 мм, а в Кенії, на північному заході регіону — 1200 мм. Кількість опадів коливається з року в рік, протягом певних років дощі можуть не випадати протягом короткого вологого сезону, або дощі можуть йти в період між двома сезонами дощів, таким чином поєднуючи їх у один довгий сезон. Середня максимальна температура коливається від 24 °C до 30 °C, зменшуючись з висотою над рівнем моря. Середня мінімальна температура коливається від 9 °C до 18 °C, і зазвичай становить 13-16 °C.

## Флора
Основними рослинними угрупованнями екорегіону є відкриті луки, савани та рідколісся. Серед поширених в регіоні дерев слід відзначити різні види акацій з родів Vachellia та Senegalia, а також різні види комміфорових дерев (Commiphora spp.) та кроталярій (Crotalaria spp.), серед чагарників — різні види гревій (Grewia spp.) та представників родини каперцевих (Capparaceae), а серед трав — тритичинкову темеду (Themeda triandra), товстостеблий мишій (Setaria incrassata), біле буйволове просо (Panicum coloratum), звичайну голчасту траву (Aristida adscensionis), різні види бородачника (Andropogon spp.) та гусятника (Eragrostis spp.). На південному заході Кенії домінують різні види акацій та комбретумів (Combretum spp.).
Протягом тривалого сезону посухи (з серпня по жовтень) більшість дерев та кущів скидають листя, а луки висихають і часто горять. Вогонь та дії слонів відіграють важливу роль у перетворенні густих хащів та чагарників на луки. Пожежі в екорегіоні виникають природним чином, однак також багато пожеж виникає внаслідок цілеспрямованих дій скотарів.

## Фауна
Екорегіон південних акацієво-комміфорових чагарників та хащів вирізняється однією з найбільших у світі концентрацією великих ссавців. В регіоні Серенгеті щорічно відбуваються найбільші сезонні міграції наземних тварин у світі, у яких беруть участь приблизно 1,3 мільйони блакитних гну (Connochaetes taurinus), 200 000 зебр Гранта (Equus quagga boehmi) та 400 000 газелей Томпсона (Eudorcas thomsonii). Ці види не мігрують синхронно; скоріше міграція відбувається хвилями у відповідь на сезонні дощі, які випадають у певній місцевості та, як наслідок, дають можливість для випасу. Зебри Гранта першими прибувають у місцевість, де нещодавно пройшли дощі, і починають пастися, поїдаючи грубі стебла трави. Блакитні гну йдуть за ними, і поїдають трав'яну зелень, яка стає помітною, після того, як зебри з'їдять грубу траву. Газелі Томпсона з меншим ротом і відносно вищими потребами в енергії прибувають останніми і віддають перевагу молодим, ніжним пагонам. У вологу половину року (з грудня по червень) тварини пасуться на короткотравних вулканічних луках Серенгеті, а під час тривалого сухого сезону вони рухаються на північ, на пасовища цього екорегіону. У найпосушливіші місяці (з липня по жовтень) тварини переміщуються до крайньої півночі екорегіону, до кенійського заповідника Масаї-Мара. Як відстань, так і напрямок міграції змінюються щороку залежно від коливань чисельності популяцій копитних та режиму опадів.
Серед інших великих ссавців, поширених в екорегіоні, слід відзначити саванних слонів (Loxodonta africana), африканських буйволів (Syncerus caffer), звичайних бегемотів (Hippopotamus amphibius), дуже рідкісних чорних носорогів (Diceros bicornis) та масайських жирафів (Giraffa tippelskirchi). На луках регіону пасуться численні антилопи: крім вищезазначених блакитних гну та газелей Томпсона, тут також зустрічаються звичайні канни (Taurotragus oryx), топі (Damaliscus lunatus jimela), конгоні (Alcelaphus buselaphus cokii), кінські антилопи (Hippotragus equinus), газелі Гранта (Nanger granti), смагляві коби (Kobus ellipsiprymnus), великі куду (Tragelaphus strepsiceros), імпали (Aepyceros melampus melampus), південні бушбоки (Tragelaphus sylvaticus), звичайні дуїкери (Sylvicapra grimmia) та дікдіки Кірка (Madoqua kirkii). 
Також в саванах регіону мешкають африканські бородавочники (Phacochoerus africanus massaicus), чагарникові свині (Potamochoerus larvatus), верветки (Chlorocebus pygerythrus), павіани-анубіси (Papio anubis), бабуїни (Papio cynocephalus), саванові зайці (Lepus victoriae) та південноафриканські їжатці (Hystrix africaeaustralis). Не дивно, що екорегіон також підтримує одну з найвищих концентрацій великих хижаків у світі: тут зустрічається близько 7500 плямистих гієн (Crocuta crocuta) та 2800 левів (Panthera leo). Серед інших великих хижаків, поширених в регіоні, слід відзначити африканського леопарда (Panthera pardus pardus), південноафриканського гепарда (Acinonyx jubatus jubatus) та рідкісну гієнову собаку (Lycaon pictus), а серед дрібних хижих ссавців — африканського вовка (Canis lupaster), смугастого шакала (Lupulella adusta), чепрачного шакала (Lupulella mesomelas), звичайного каракала (Caracal caracal), сервала (Leptailurus serval) та степового кота (Felis lybica). Однак, незважаючи на таке різноманіття ссавців, ендемічні ссавці в екорегіоні відсутні, і лише кілька ссавців є майже ендемічними представниками регіону.
Орнітофауна екорегіону також вирізняється високим різноманіттям: лише у Національному парку Серенгеті зареєстровано понад 700 видів птахів. Серед поширених в екорегіоні птахів слід відзначити масайського страуса (Struthio camelus massaicus), птаха-секретаря (Sagittarius serpentarius), африканську дрохву (Ardeotis kori), рогату цесарку (Numida meleagris), кафрського кромкача (Bucorvus leadbeateri), південного журавля-вінценоса (Balearica regulorum), шишкодзьобу качку (Sarkidiornis melanotos), нільську каргарку (Alopochen aegyptiacus), шпорокрила (Plectropterus gambensis), сенегальського ябіру (Ephippiorhynchus senegalensis), білого лелеку (Ciconia ciconia), африканського марабу (Leptoptilos crumenifer), орлана-крикуна (Icthyophaga vocifer), орла-бійця (Polemaetus bellicosus), африканського сипа (Gyps africanus), плямистого сипа (Gyps rueppelli), африканського грифа (Torgos tracheliotos), білоголового грифа (Trigonoceps occipitalis), африканського сокола-крихітку (Polihierax semitorquatus), рожевоволу сиворакшу (Coracias caudatus), червонодзьобого ґедзеїда (Buphagus erythrorhynchus), жовтодзьобого ґедзеїда (Buphagus africanus), африканського фірлюка (Mirafra africana), саванового окулярника (Zosterops flavilateralis), акацієвого ткачика (Ploceus vitellinus) та червонодзьобого алекто (Bubalornis niger). Серед ендемічних або майже ендемічних представників регіону слід відзначити танзанійського турача (Pternistis rufopictus), танзанійського токо (Tockus ruahae), усамбірського барбудо (Trachyphonus usambiro), маскового нерозлучника (Agapornis personatus), нерозлучника Фішера (Agapornis fischeri), сірочубого багдаїса (Prionops poliolophus), рудошию синицю (Melaniparus fringillinus), південного щеврика (Crithagra buchanani), угандійського нікорника (Apalis karamojae), кенійського мерла (Lamprotornis hildebrandti). масайського жайворонка (Alaudala athensis), танзанійського магалі (Histurgops ruficauda) та рудоголового ткачика (Ploceus castaneiceps).
Герпетофауна екорегіону включає нільського крокодила (Crocodylus niloticus), нільського варана (Varanus niloticus), звичайну агаму (Agama agama), чорну мамбу (Dendroaspis polylepis), чорношию кобру (Naja nigricollis), шиплячу гадюку (Bitis arietans), леопардову черепаху (Stigmochelys pardalis), складну зубчасту черепаху (Pelusios sinuatus) та майже ендемічну черепаху Торніра (Malacochersus tornieri). Ендеміками екорегіону є мпвапваські пурпурово-блискучі змії (Amblyodipsas dimidiata), клинорилі амфісбени (Geocalamus acutus) та мпвапваські амфісбени (Geocalamus modestus).

## Збереження
Оцінка 2017 року показала, що 64 154 км², або 27 % екорегіону, є заповідними територіями. В північній частині екорегіону розташовані кенійський Національний заповідник Масаї-Мара (1510 км²), північна та західна частини танзанійського Національного парку Серенгеті (14763 км²) та Природоохоронна територія Нґоронґоро (8094,4 км²). У 1979 році Природоохоронна територія Нґоронґоро була внесена до списку Світової спадщини ЮНЕСКО, а у 1981 році туди ж був внесений і Національний парк Серенгеті. Серед інших природоохоронних територій екорегіону слід відзначити Національний парк Рума (120 км²), розташований на узбережжі озера Вікторія в Кенії, найбільший в Танзанії Національний парк Руаха (14506,69 км²), розташований на південному сході регіону, а також Національний парк Тарангіре (2615,8 км²), розташований на північному сході регіону.